# Парашино (Московская область)
Парашино — деревня в Талдомском районе Московской области России. Входит в состав сельского поселения Квашёнковское. Население — 92 чел. (2010).

## География
Расположена на севере Московской области, в северной части Талдомского района, примерно в 14 км к северо-востоку от центра города Талдома, с которым связана автобусным сообщением. Ближайшие населённые пункты — деревни Андрейково, Жеребцово, Никитино и Дьяконово. Рядом протекает впадающая в Хотчу река Тазомойка (бассейн Угличского водохранилища).

## Население
| 1859 | 1888 | 1926 | 2002 | 2006 | 2010 |
| ---- | ---- | ---- | ---- | ---- | ---- |
| 100  | ↗108 | ↗141 | ↘73  | ↗88  | ↗92  |

## История
В «Списке населённых мест» 1862 года Прасковьино — владельческая и казённая деревня 2-го стана Калязинского уезда Тверской губернии по левую сторону Дмитровского тракта, в 43 верстах от уездного города, при колодце, с 11 дворами и 100 жителями (40 мужчин, 60 женщин).
По данным 1888 года входила в состав Озерской волости Калязинского уезда, проживало 16 семей общим числом 108 человек (52 мужчины, 56 женщин).
По материалам Всесоюзной переписи населения 1926 года — деревня Игумновского сельского совета Гражданской волости Ленинского уезда Московской губернии, проживал 141 житель (67 мужчин, 74 женщины), насчитывалось 25 хозяйств, среди которых 22 крестьянских.
С 1929 года — населённый пункт в составе Ленинского района Кимрского округа Московской области.
Постановлением ЦИК и СНК от 23 июля 1930 года округа́ как административно-территориальные единицы были ликвидированы. Постановлением Президиума ВЦИК от 27 декабря 1930 года городу Ленинску было возвращено историческое наименование Талдом, а район был переименован в Талдомский.
1963—1965 гг. — Парашино в составе Дмитровского укрупнённого сельского района.
В 1973 году Игумновский сельсовет был упразднён и деревня Парашино была передана Квашёнковскому сельсовету.
В 1994 году Московской областной думой было утверждено положение о местном самоуправлении в Московской области, сельские советы как административно-территориальные единицы были преобразованы в сельские округа.
1994—2006 гг. — деревня Квашёнковского сельского округа Талдомского района.
2006—2009 гг. — деревня сельского поселения Ермолинское Талдомского района.
В 2009 году деревня Парашино вошла в состав сельского поселения Квашёнковское Талдомского района Московской области, образованного путём выделения из состава сельского поселения Ермолинское.